# Epistilio (affresco)
Epistilio è un affresco rinvenuto nella villa di Publio Fannio Sinistore nell'agro pompeiano e custodito al Museo archeologico nazionale di Napoli.

## Storia
L'affresco venne realizzato intorno al 60 a.C. e ornava la parete di fondo del triclinio della villa di Publio Fannio Sinistore. Fu ritrovato tra il 1894 e il 1895 durante gli scavi archeologici che interessano l'abitazione, staccato dalla sua collocazione originale insieme al resto delle pitture che decoravano la stanza e conservato momentaneamente alla stazione di Boscoreale per poi essere trasferito al Museo archeologico di Napoli.

## Descrizione
Parte superiore dell'affresco Venere Genitrice, la pittura raffigura un paesaggio architettonico: ai lati sono due colonne lisce, con un alto collare e capitelli con volute, i quali sorreggono un soffitto a cassettoni. Al centro è raffigurata in prospettiva la parte alta di un peristilio, di cui si vede la sommità di colonne scanalate, intercalate da clipei. Al centro è un quadretto a sportelli con una figura femminile.